# Torre Roja (Palafrugell)
Torre Roja és una masia de l'edat moderna al terme municipal de Palafrugell declarada Bé Cultural d'Interès Nacional. És una gran masia fortificada de planta quasi quadrangular. És situada al cim d'un serrat en un punt visual de gran incidència dins del pla de l'Aubi. Edifici de planta baixa, planta pis i golfes, de dos eixos. Teulada de dues pendents sobre els murs laterals. En l'angle sud-oest hi ha adossada una torre de defensa cilíndrica, de poc diàmetre i rematada per un teulat cònic, amb espitlleres quadrangulars i dues finestres. A la façana principal, a ponent, portal d'arc de mig punt de gran dovellatge amb relleu heràldic. Al punt més alt, en la vertical de l'entrada, restes d'un matacà (o lladronera), probablement semblant a la que es conserva íntegrament a la façana posterior, amb mènsules de pedra i cos de rajols. La façana i la torre tenen un arrebossat d'aspecte força antic, ja malmès en alguns punts. Els paraments resten al descobert en els altres murs.
L'interior ha conservat compartimentació original, amb voltes als baixos i embigats als pisos. A l'entorn, construccions afegides: corral, coberts adossats a llevant i a ponent, pou cobert a l'entrada i un gran corral cobert, separat, a recés d'un marge. El color rogenc de la pedra de la masia ha originat el seu nom. Aquesta pedra deu provenir de la pedrera situada prop de Santa Margarida, al puig de la Pedrera. Els aparells amb pedra roja contrasten amb el granit, de coloració grisa emprat a les cantonades i obertures. La vegetació de l'entorn la configuren els arbusts i fruiters dels marges i la pineda de la part més alta del serrat, situada vers llevant.
La creu de dos braços, pràcticament desapareguda, del relleu heràldic de l'entrada és l'emblema del priorat de Santa Anna.